# Cybocephalus intermedius
Cybocephalus intermedius là một loài bọ cánh cứng trong họ Cybocephalidae. Loài này được Yu miêu tả khoa học năm 1997.